# يو إف سي 152
يو إف سي 152: جونز ضد بيلفور (بالإنجليزية: UFC 152: Jones vs. Belfort)‏ هو حدث لفنون القتال المختلطة نظمته يو إف سي، أُقيم في 22 سبتمبر 2012، على سكوتيابانك أرينا في تورنتو، أونتاريو، كندا.